# ERI (アルバム)
『ERI』（エリ）は、新田恵利のファースト・スタジオ・アルバム。1986年5月2日、LPレコードとCDが発売された。発売元は、キャニオン・レコード。

## 解説
1980年代に活躍した女性アイドル・グループのおニャン子クラブに所属していた新田恵利が、ソロ歌手として発表した初めてのオリジナル・アルバム。デビュー曲にしてオリコンのシングル・チャートで初登場1位を記録した「冬のオペラグラス」と、同じく1位獲得の「恋のロープをほどかないで」、加えてそれぞれのシングルB面曲が収録されている（一部、シングルとは別ミックス）。
収録曲のうち、「五月の恋人」では自身で初めて作詞を手がけた。ペンネームとして、同音異字の "絵梨" を使用している。
歌詞は、4つ折りの紙に本人の筆跡で掲載されており、写真付ブックレットにも同じく直筆によるコメントを掲載。
オリコンの週間アルバム・チャートでシングルに続いて第1位を獲得した。同年3月24日付アルバム・チャートではおニャン子クラブとして『夢カタログ』（1986.3.10）が1位を獲得したが、同グループ出身のソロ歌手では新田恵利が初の1位獲得となった。1986年の年間アルバムチャートでは、第40位を記録している。
本作品からわずか4ヶ月後には、セカンド・アルバム『E-AREA』が発売された。

LPの規格品番はC28A0488　定価￥2,800
CD規格品番　D32A-0178（初回盤）　　定価￥3,200 消費税表記なし
PCCA-212　（1990/11/21発売盤）　　定価￥1,681（税込）
D32A-0178（1993/5/14発売盤）　　　定価￥3,200（税込）

## 収録曲
1. (A-1)ピンクのリボン（4:25）
  - 作詞: 秋元康、作曲・編曲: 後藤次利

  - シングル「恋のロープをほどかないで」のB面曲。
2. (A-2)星を探して（4:24）
  - 作詞: 青木美恵子、作曲・編曲: 山川恵津子
3. (A-3)13回目の季節（3:57）
  - 作詞: 林春生、作曲: 高橋研、編曲: 山川恵津子
4. (A-4)ロマンスは偶然のしわざ -NEW MIX-（3:55）
  - 作詞: 秋元康、作曲: 山川恵津子、編曲: 佐藤準

  - シングル「冬のオペラグラス」のB面曲、歌手名義は「新田恵利 with おニャン子クラブ」。
5. (A-5)ジューンブライド（3:48）
  - 作詞: 秋元康、作曲・編曲: 佐藤準
6. (B-1)五月の恋人（3:51）
  - 作詞: 絵梨・秋元康、作曲・編曲: 山川恵津子
7. (B-2)恋のロープをほどかないで（4:07）
  - 作詞: 秋元康 、作曲・編曲: 後藤次利

  - 通算2枚目のソロ・シングル。
8. (B-3)大人になんかなりたくない（3:27）
  - 作詞: 秋元康、作曲: 高橋研、編曲: 山川恵津子
9. (B-4)そよ風のレター（3:50）
  - 作詞・作曲: 高橋研、編曲: 山川恵津子
10. (B-5)駐車禁止のワーゲン（3:19）
  - 作詞: 秋元康、作曲: 高橋研、編曲: 山川恵津子
11. (B-6)冬のオペラグラス -NEW MIX-（3:48）
  - 作詞: 秋元康、作曲・編曲: 佐藤準

  - ソロデビュー曲、CX系『なるほど!ザ・ワールド』エンディング・テーマ。

## 関連作品
- デビューアルバムに針を落として… おニャン子クラブ編 M-1
- おニャン子クラブA面コレクション M-7・11（シングル・ヴァージョン）
- おニャン子クラブB面コレクション M-1・4（シングル・ヴァージョン）